# Nitya Pibulsonggram

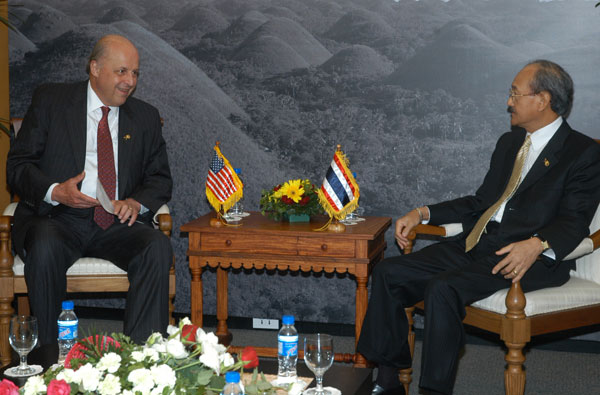
John Negroponte y Nitya Pibulsonggram, el 1 de agosto de 2007.

Nitya Pibulsonggram (en tailandés: นิตย์ พิบูลสงคราม, RTGS: Nit Phibunsongkhram; 1941 − 24 de mayo de 2014) fue un diplomático y político tailandés. Fue ministro de Asuntos Exteriores en el gobierno interino de Tailandia de 2006, siendo sustituido después por Noppadon Pattama.
Bachelor of Arts en la Universidad de Dartmouth y máster en Ciencias Políticas en la Universidad Brown.
Empezó su carrera en el servicio del Ministerio de Asuntos Exteriores de Tailandia en 1968 en donde fue vicedirector del Departamento de Política Exterior y vice director general del Departamento de Organizaciones Internacionales. En 1988 estuvo destinado en la representación diplomática permanente de Tailandia ante las Naciones Unidas para ser destinado después como Embajador en los Estados Unidos en 1996. Trabajó como Presidente de la Comisión tailandesa para la firma de un tratado de libre comercio entre su país y Estados Unidos.